# 拉烏尼翁區 (塔爾馬省)
拉烏尼翁區（西班牙語：Distrito de La Unión），是秘魯的一個區，位於該國中部胡寧大區的塔爾馬省，始建於1936年4月30日，面積140.4平方公里，海拔高度3,520米，2005年人口4,220，人口密度每平方公里30人。